# Radio Al-Bayan
Radio Al-Bayan (en árabe: اذاعة البيان, Ida-at Al-Bayan), fue una red de emisoras de radio perteneciente al Estado Islámico de Irak y Levante y operada por éste, que emite a través de varias frecuencias y transmisores en los territorios que están bajo su control. El idioma principal de su programación es el árabe, pero posteriormente se añadieron algunos programas en inglés, ruso, turco, francés y kurdo.

## Historia
La primera emisora del Estado Islámico fue en la ciudad de Faluya (Irak) a comienzos de 2014, con el nombre de "Al-Bayan", con una programación basada en cantos coránicos y versos del Corán, así como noticias de las operaciones militares realizadas por miembros de la organización en el campo de Faluya.
Conforme el Estado Islámico va avanzando en el dominio de más áreas y más ciudades, otras emisoras se van uniendo. En febrero de 2015 se hacen con el control de la emisora Radio Makmadas de Sirte, entre otras, que pasan a emitir los programas de Radio Al-Bayan. En junio de 2015 se suma a la lista de emisoras, la de la ciudad libia de Derna, y en agosto de 2015 la de Bengazi. En 2016, un nuevo emisor, de 200 kW de potencia, en la ciudad siria de Palmira es añadido a la red de emisoras.
En Libia, la emisora operó entre 2015 y 2016, antes de ser desmantelada por parte de las fuerzas leales al Gobierno de Acuerdo Nacional. En Mosul, según reportes, la emisora quedó fuera del aire a raíz de un bombardeo aéreo a finales de febrero de 2017, durante la Batalla de Mosul. Las fuerzas iraquíes descubrieron la ubicación de la emisora. Las milicias del Daesh lo habían quemado antes de retirarse. Un vecino indicó que el lugar fue usado por Daesh tanto para la emisora como también para la divulgación de propaganda, pero que el acceso al mismo estaba prohibido.
Pese a ello, la emisora sigue publicando boletines de noticias a través de redes sociales, de acuerdo a Michael Krona, analista en temas de propaganda jihadista.

## Presencia en internet
La emisora carece de perfiles oficiales en redes sociales, sin embargo, la mayoría de los programas, generalmente las emisiones en lengua árabe, están disponibles para su descarga o para ser escuchados a través de YouTube o SoundCloud, cuyos enlaces son difundidos por Twitter y Facebook.
En 2016, aparecen en la red dos páginas web en las que se puede escuchar en directo la emisora. En febrero de 2016 el Estado Islámico lanza una aplicación para dispositivos Android que permite escuchar la emisora de radio.